# Levulinska kiselina
Levulinska kiselina (4-oksopentanoinska kiselina) je organsko jedinjenje sa formulom . Ona se klasifikuje kao ketokiselina. Ova bela kristalna materija je rastvorna u vodi, etanolu, i dietil etru. Ona se formira degradacijom celuloze i potencijalni je prekurzor biogoriva.

## Sinteza i upotreba
Poput njene originalne sinteze, levulinska kiselina se priprema u laboratoriji zagrevanjem saharoze sa koncentrovanom hlorovodoničnom kiselinom. Taj proces se odvija preko intermedijera glukoze, koja se izomerizuje do fruktoze i zatim hidroksimetilfurfurala. Drugi derivati šećera se mogu koristiti u ovom procesu uključujući levulozu (D-fruktozu), inulin i skrob kao i druge kiseline, kao što je sumporna.